# Giuseppe De Vita
Giuseppe De Vita (Posillipo, 4 giugno 1982) è un ex canottiere italiano.

## Biografia
Nato nel 1982 a Posillipo, Napoli, a 18 anni, nel 2000, è stato campione ai Mondiali juniores di Zagabria nel due con.
A 22 anni ha partecipato ai Giochi olimpici di Atene 2004, nel 2 senza insieme a Dario Lari, passando le batterie arrivando 3º con il tempo di 7'03"12, ma chiudendo la semifinale al 5º posto in 6'31"26, non riuscendo ad accedere alla finale A.
Nel 2007 ha vinto la medaglia di bronzo agli Europei di Poznań nel due senza con Andrea Palmisano con il tempo di 6'46"66, terminando dietro a Serbia e Polonia. 
A 26 anni ha preso parte di nuovo alle Olimpiadi, quelle di Pechino 2008, nel 2 senza insieme a Raffaello Leonardo, passando le batterie arrivando 2º con il tempo di 6'51"01, ma terminando la semifinale al 5º posto in 6'47"30, non riuscendo ad accedere alla finale A.

## Palmarès

### Campionati europei
- 1 medaglia:
  - 1 bronzo (Due senza a Poznań 2007)